# 七河州哥薩克
七河哥薩克（俄语：Семиреченское казачье войско）是屬於俄羅斯帝國的哥薩克軍團之一，其轄地位於七河州（包括目前哈薩克的阿拉木圖、東哈薩克斯坦兩州、部份的江布爾州以及吉爾吉斯的東半部），主要城市是維爾內。

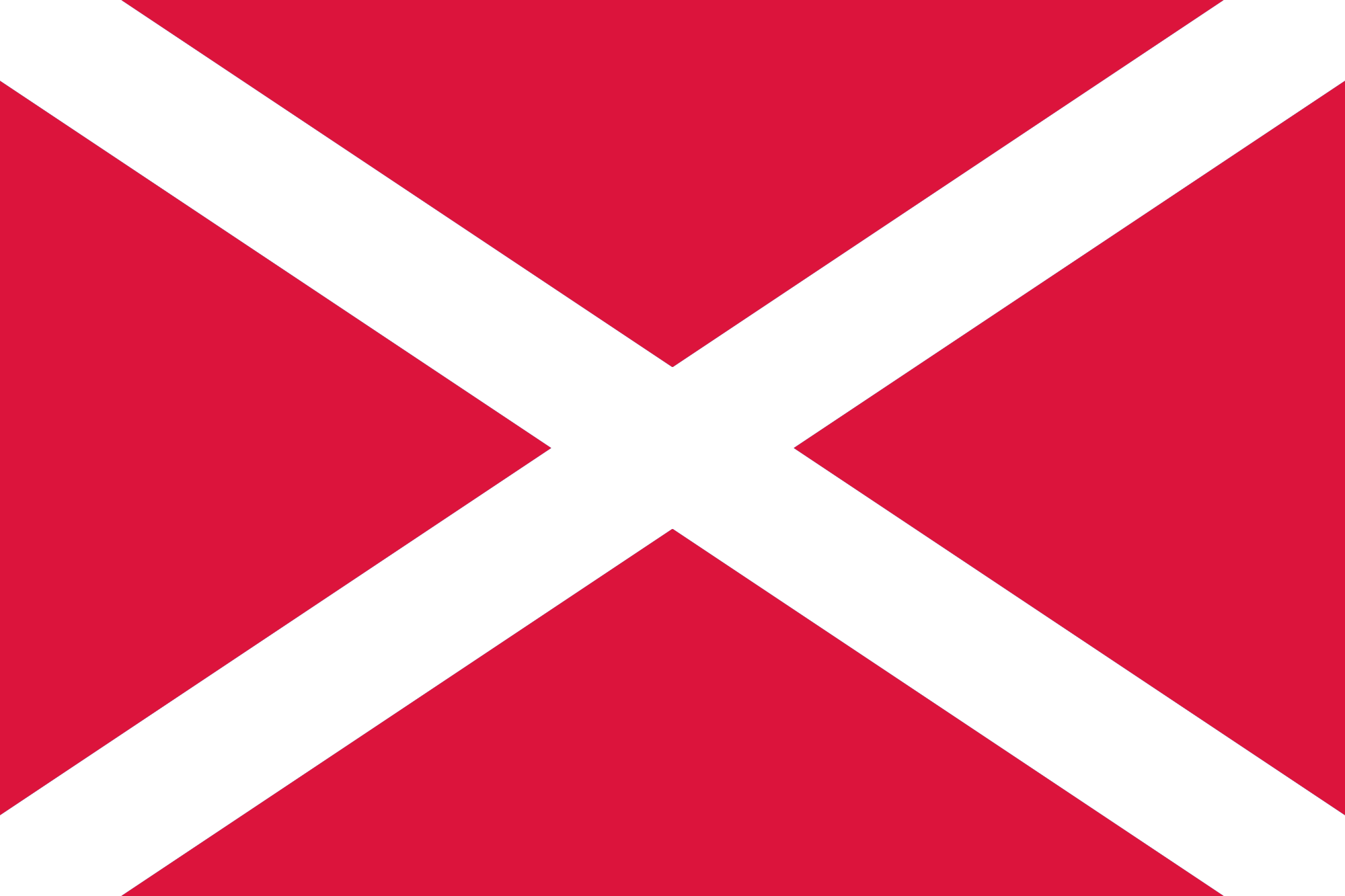
七河哥薩克軍團的軍旗

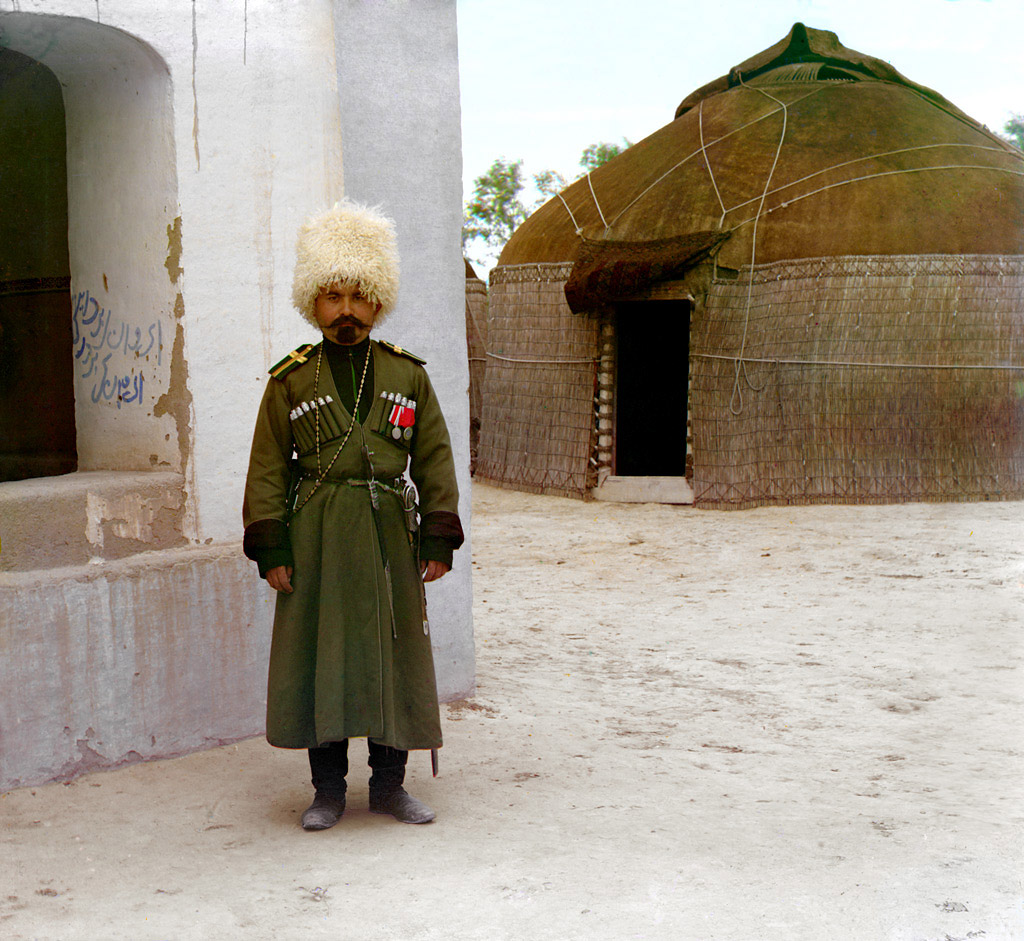
一位七河哥薩克士兵

七河哥薩克於1867年自西伯利亞哥薩克軍團分出，他們的頭領同時身兼七河州的軍事首長。從1882年起，七河州改隸草原總督區，但到1899年時又劃給了突厥斯坦總督區。在20世紀之初，七河哥薩克為俄羅斯帝國提供一個騎兵團（包含四個百人隊）與一個本土衛隊排；到戰時則擴編為三個騎兵團與12支獨立的百人隊。七河哥薩克擁有7,400平方公里的土地，包含710平方公里的可耕地，該地大約有45,000名哥薩克。
七河哥薩克在俄羅斯帝國向中亞的擴張中扮演重要角色，他們為俄國征服了哈薩克與吉爾吉斯的草原。而在一次大戰與俄國內戰期間，七河哥薩克都是堅定的保皇黨，站在白軍一方對抗紅軍。1920年4月，紅軍攻克七河州，七河哥薩克也隨之解散；在隨後的「去哥薩克化」政策中，七河哥薩克的殘部大多被流放到西伯利亞的極北。
七河哥薩克的代表色是「覆盆子紅」，配戴於帽帶、肩帶與褲子的條紋，他們的剪裁寬鬆的制服如同其他草原地區的哥薩克一樣是深綠色。哥薩克軍官會配戴銀色肩章並紮辮子，偶爾帶高筒羊毛帽與酒紅色的上衣。自1908年起，所有的哥薩克被要求自行籌備被服、馬匹、刀劍等裝備，七河哥薩克也擁有自己的被服廠與相關的作坊。